# Corydalis heterothylax
Corydalis heterothylax är en vallmoväxtart som beskrevs av Cheng Yih Wu, Z. Y. Su, Lidén. Corydalis heterothylax ingår i släktet nunneörter, och familjen vallmoväxter. Inga underarter finns listade i Catalogue of Life.